# Begin the TRY
「begin the TRY」（ビギン・ザ・トライ）は、声優・森久保祥太郎の2作目のシングル。2002年10月2日にavex modeから発売された。

## 概要
- テレビアニメ『ロックマンエグゼ』の後期エンディングテーマとして起用。
- 前作「The Answer」から約1年4ヶ月ぶりのリリース。
- CDジャケットには、光熱斗とロックマンが描かれている。
- 自身初となるテレビアニメのタイアップがついた楽曲である。

## 収録曲
1. begin the TRY [3:24]
作詞：木本慶子、作曲・編曲：堀隆
2. begin the TRY（カラオケ）